# Listă de comitate din statul Illinois

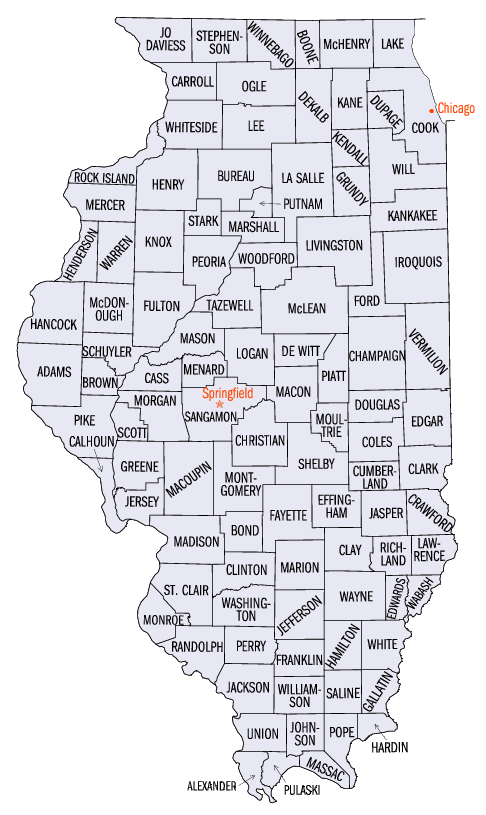
Comitate din statul Illinois, SUA

- Această pagină este o listă a celor 102 de comitate din statul Illinois

- Vedeți și Listă de comitate din statul Illinois.
- Vedeți și Listă de orașe din statul Illinois.
- Vedeți și Listă de târguri din statul Illinois.
- Vedeți și Listă de sate din statul Illinois.
- Vedeți și Listă de districte (precincts) din statul Illinois.
- Vedeți și Listă de districte civile (townships) din statul Illinois.
- Vedeți și Listă de comunități desemnate pentru recensământ din statul Illinois.
- Vedeți și Listă de comunități neîncorporate din statul Illinois.
- Vedeți și Listă de localități dispărute din statul Illinois
- În statul Illinois, următoarele categorii de diviziuni administrative nu există,
- Vedeți și Listă de cătune din statul Illinois.
- Vedeți și Listă de districte civile din statul Illinois
- Vedeți și Listă de rezervații amerindiene din statul Illinois
- Vedeți și Listă de zone de teritoriu neorganizat din statul Illinois

## Organizare teritorială pe comitate
| Comitatul   | Populația 1 iulie 2007 | Sediul         | Populația 1 iulie 2007 |
| ----------- | ---------------------- | -------------- | ---------------------- |
| Adams       | 67.046                 | Quincy         | 40.069                 |
| Alexander   | 8458                   | Cairo          | 3151                   |
| Bond        | 18.103                 | Greenville     | 7163                   |
| Boone       | 53.531                 | Belvidere      | 26.156                 |
| Brown       | 6566                   | Mount Sterling | 1904                   |
| Bureau      | 35.036                 | Princeton      | 7526                   |
| Calhoun     | 5167                   | Hardin         | 948                    |
| Carroll     | 15.928                 | Mount Carroll  | 1670                   |
| Cass        | 13.727                 | Virginia       | 1684                   |
| Champaign   | 190.260                | Urbana         | 39.484                 |
| Christian   | 34.543                 | Taylorville    | 12.222                 |
| Clark       | 16.884                 | Marshall       | 3737                   |
| Clay        | 13.893                 | Louisville     | 1235                   |
| Clinton     | 36.450                 | Carlyle        | 3369                   |
| Coles       | 51.011                 | Charleston     | 20.296                 |
| Cook        | 5.285.107              | Chicago        | 2.836.658              |
| Crawford    | 19.611                 | Robinson       | 6392                   |
| Cumberland  | 10.842                 | Toledo         | 1128                   |
| DeKalb      | 103.729                | Clinton        | 7190                   |
| DeWitt      | 16.437                 | Sycamore       | 17.188                 |
| Douglas     | 19.598                 | Tuscola        | 4547                   |
| DuPage      | 929.192                | Wheaton        | 54.552                 |
| Edgar       | 18.919                 | Paris          | 8785                   |
| Edwards     | 6572                   | Albion         | 1833                   |
| Effingham   | 34.225                 | Effingham      | 12.452                 |
| Fayette     | 21.466                 | Vandalia       | 6756                   |
| Ford        | 14.170                 | Paxton         | 4545                   |
| Franklin    | 39.491                 | Benton         | 6934                   |
| Fulton      | 36.843                 | Lewistown      | 2381                   |
| Gallatin    | 6025                   | Shawneetown    | 1318                   |
| Greene      | 13.890                 | Carrollton     | 2448                   |
| Grundy      | 47.144                 | Morris         | 13.562                 |
| Hamilton    | 8245                   | McLeansboro    | 2757                   |
| Hancock     | 18.839                 | Carthage       | 2511                   |
| Hardin      | 4468                   | Elizabethtown  | 316                    |
| Henderson   | 7587                   | Oquawka        | 1398                   |
| Henry       | 49.654                 | Cambridge      | 2094                   |
| Iroquois    | 30.294                 | Watseka        | 5493                   |
| Jackson     | 58.841                 | Murphysboro    | 8291                   |
| Jasper      | 9707                   | Newton         | 2945                   |
| Jefferson   | 40.168                 | Mount Vernon   | 16.319                 |
| Jersey      | 22.455                 | Jerseyville    | 8270                   |
| Jo Daviess  | 22.304                 | Galena         | 3354                   |
| Johnson     | 13.065                 | Vienna         | 1288                   |
| Kane        | 501.021                | Geneva         | 24.182                 |
| Kankakee    | 110.705                | Kankakee       | 26.608                 |
| Kendall     | 96.818                 | Yorkville      | 15.193                 |
| Knox        | 51.855                 | Galesburg      | 31.091                 |
| Lake        | 710.241                | Waukegan       | 91.138                 |
| LaSalle     | 112.616                | Ottawa         | 19.142                 |
| Lawrence    | 15.588                 | Lawrenceville  | 4416                   |
| Lee         | 35.450                 | Dixon          | 15.272                 |
| Livingston  | 38.258                 | Pontiac        | 11.329                 |
| Logan       | 29.962                 | Lincoln        | 14.636                 |
| Macon       | 108.732                | Decatur        | 76.674                 |
| Macoupin    | 48.235                 | Carlinville    | 5949                   |
| Madison     | 267.347                | Edwardsville   | 24.460                 |
| Marion      | 39.857                 | Salem          | 7470                   |
| Marshall    | 12.851                 | Lacon          | 1861                   |
| Mason       | 15.151                 | Havana         | 3343                   |
| Massac      | 15.109                 | Metropolis     | 6464                   |
| McDonough   | 31.992                 | Macomb         | 18.701                 |
| McHenry     | 315.943                | Woodstock      | 23.215                 |
| McLean      | 164.209                | Bloomington    | 72.416                 |
| Menard      | 12.466                 | Petersburg     | 2207                   |
| Mercer      | 16.490                 | Aledo          | 3566                   |
| Monroe      | 32.372                 | Waterloo       | 9634                   |
| Montgomery  | 29.810                 | Hillsboro      | 6181                   |
| Morgan      | 35.272                 | Jacksonville   | 19.319                 |
| Moultrie    | 14.324                 | Sullivan       | 4339                   |
| Ogle        | 55.011                 | Oregon         | 4138                   |
| Peoria      | 182.993                | Peoria         | 113.546                |
| Perry       | 22.596                 | Pinckneyville  | 5407                   |
| Piatt       | 16.493                 | Monticello     | 5315                   |
| Pike        | 16.707                 | Pittsfield     | 4517                   |
| Pope        | 4182                   | Golconda       | 661                    |
| Pulaski     | 6490                   | Mound City     | 602                    |
| Putnam      | 6014                   | Hennepin       | 705                    |
| Randolph    | 32.760                 | Chester        | 7795                   |
| Richland    | 15.546                 | Olney          | 8344                   |
| Rock Island | 147.329                | Rock Island    | 38.243                 |
| Saline      | 26.102                 | Harrisburg     | 9638                   |
| Sangamon    | 194.122                | Springfield    | 117.090                |
| Schuyler    | 6990                   | Rushville      | 3128                   |
| Scott       | 5215                   | Winchester     | 1558                   |
| Shelby      | 21.759                 | Shelbyville    | 4615                   |
| St. Clair   | 261.316                | Belleville     | 41.034                 |
| Stark       | 6191                   | Toulon         | 1352                   |
| Stephenson  | 46.573                 | Freeport       | 24.769                 |
| Tazewell    | 131.154                | Pekin          | 33.406                 |
| Union       | 18.257                 | Jonesboro      | 1832                   |
| Vermilion   | 81.191                 | Danville       | 32.476                 |
| Wabash      | 12.165                 | Mount Carmel   | 7477                   |
| Warren      | 17.402                 | Monmouth       | 9104                   |
| Washington  | 14.769                 | Nashville      | 3040                   |
| Wayne       | 16.568                 | Fairfield      | 5190                   |
| White       | 14.657                 | Carmi          | 5196                   |
| Whiteside   | 59.198                 | Morrison       | 4305                   |
| Will        | 673.586                | Joliet         | 144.316                |
| Williamson  | 64.541                 | Marion         | 17.275                 |
| Winnebago   | 298.759                | Rockford       | 156.596                |
| Woodford    | 38.017                 | Eureka         | 5235                   |

### Alte legături interne
- Categorie:Liste de orașe din Statele Unite după stat
- Categorie:Liste de târguri din Statele Unite după stat
- Categorie:Liste de districte civile din Statele Unite după stat
- Categorie:Liste de sate din Statele Unite după stat
- Categorie:Liste de comunități desemnate pentru recensământ din Statele Unite după stat
- Categorie:Liste de comunități neîncorporate din Statele Unite după stat
- Categorie:Liste de localități dispărute din Statele Unite după stat
- Categorie:Liste de rezervații amerindiene din Statele Unite după stat
- Categorie:Liste de zone de teritoriu neorganizat din Statele Unite după stat

### Alte pagini conexe
- Listă de orașe din statul Illinois
- Listă de târguri din statul Illinois
- Listă de sate din statul Illinois
- Listă de districte (precincts) din statul Illinois
- Listă de districte civile (townships) din statul Illinois
- Listă de comunități desemnate pentru recensământ din statul Illinois
- Listă de comunități neîncorporate din statul Illinois
- Listă de localități dispărute din statul Illinois